# Ragnar Skancke
Ragnar Sigvald Skancke, född 9 november 1890 i Ås, död (avrättad) 28 augusti 1948 i Oslo, var en norsk civilingenjör och professor som verkade som arbetsminister i Vidkun Quislings regering. Ragnar Skancke var en av tre norska nazistledare som avrättades efter andra världskriget. Han var den siste som avrättades i Norge.

## Familj
Ragnar Skancke tillhörde den norska släkten Skancke från Røros som är en agnatisk gren av Jämtlands-ätten Skanke och var son till godsägaren av Sörås gård i Ås, grosshandlare Johan Knut Skancke (1847-1927) i hans gifte 1876 med Kari Nilsdtr Busvold (1853-1927) från Romedal. Ragnar Skancke gifte sig 1927 med lärarinnan Ingrid Aas i hennes 2:a gifte Hon var född 1889, död 1955, och dotter till skoldirektör Karl August Aas (1857-1920) och Nanna Dahl (1866-1944). De hade inga barn.

## Biografi
Ragnar Skancke var en norsk civilingenjör med diplom från TH Karlsruhe 1913, först docent (1913) sedan (1921) professor i svagströmsteknik vid NTH. Skancke var även politiker tillhörig Nasjonal Samling. Han var ledamot (1927) av Det Norske Videnskaps-Akademi.
Skancke utmärkte sig som pionjär inom radarforskningen. Han anslöt sig till Nasjonal Samling 1933, samma år som partiet grundades. Han skrev samma år i sin självbiografi "Vår tids grensløse materialisme er en styggedom og skyldes efter min mening i stor utstreckning semitisme. Jeg er i høi grad enig med Tacitus når han sier at den semitiske ideologi er et gift for Europas folk".

## Medverkan i Vidkun Quislings regering
Skancke utnämndes till arbetsminister i Vidkun Quislings regering, som tillträdde den 9 april 1940. Den tyske nazistiske rikskommissarien Josef Terboven utsåg Skancke 1942 till kommissariestatsråd och kyrko- och undervisningsminister i Quislings regering 1942-1945. Skancke kom att bli en av Quislings mest lojala medarbetare.
I sitt ämbete i det ockuperade Norge agerade Skancke i huvudsak på ett passivt vis, men han tvekade inte att vidta åtgärder ifall hans idéer blev motarbetade. Skancke tog visserligen inte någon aktiv del i nazifieringen av Norska kyrkan och det norska skolsystemet, men han ansvarade för avskedandet av de biskopar, präster och lärare som motsatte sig nazismens lärosatser. Skancke beordrade norska lärare och skolbarn att närvara vid en Hitlerjugend-utställning i Oslo i februari 1941, och han lät även konfiskera läromedel och böcker vars innehåll inte var i linje med Quisling-regeringens ideologi. Skancke opponerade sig dock emot att motsträviga lärare deporterades till Finnmark.
I början av maj 1945 kapitulerade Nazityskland, och ockupationen av Norge upphörde. Skancke ställdes inför rätta för landsförräderi och dömdes 1946 till döden. I mars 1947 avslog Norges högsta domstol Skanckes överklagande och stadfäste domen. Skancke lyckades emellertid få till stånd en ny rättegång, vid vilken nya bevis och vittnesmål framlades. Under processens gång höjdes röster om benådning av Skancke; bland annat undertecknade ett stort antal präster och lärare en petition. Dock avvisades alla nådesansökningar, och Skancke arkebuserades på Akershus fästning den 28 augusti 1948.
Ragnar Skancke var en av tre norska nazistledare som avrättades efter andra världskriget. De två andra var Vidkun Quisling och inrikesminister Albert Viljam Hagelin.
Dödsstraff för brott begångna i krigstid avskaffades av Stortinget 1979. Skancke var den siste som avrättades i Norge.